# Leucophylla nigribasis
Leucophylla nigribasis är en fjärilsart som beskrevs av Antonius Johannes Theodorus Janse 1960. Leucophylla nigribasis ingår i släktet Leucophylla och familjen stävmalar. Inga underarter finns listade i Catalogue of Life.